# راشحة دنهامية
راشحة دنهامية (الاسم العلمي:Percolomonas denhami) هي نوع من اللجفاوات تتبع جنس الراشحة من فصيلة .